# Microdiplodia nissoliae
Microdiplodia nissoliae är en svampart som beskrevs av Grove 1937. Microdiplodia nissoliae ingår i släktet Microdiplodia och familjen Botryosphaeriaceae.   Inga underarter finns listade i Catalogue of Life.